# مسترجسة صفراء
مسترجسة صفراء[بحاجة لمصدر] (الاسم العلمي: Sordaria lutea) هي نوع من الفطريات تتبع جنس المسترجسة من الفصيلة المسترجسية.